# Bur Pantan Cuaca
Bur Pantan Cuaca är ett berg i Indonesien.   Det ligger i provinsen Aceh, i den västra delen av landet, 1 600 km nordväst om huvudstaden Jakarta. Toppen på Bur Pantan Cuaca är 2 082 meter över havet.
Terrängen runt Bur Pantan Cuaca är bergig åt nordväst, men åt sydost är den kuperad. Runt Bur Pantan Cuaca är det mycket glesbefolkat, med 7 invånare per kvadratkilometer. I omgivningarna runt Bur Pantan Cuaca växer i huvudsak städsegrön lövskog.